# Karin Schmalfeld

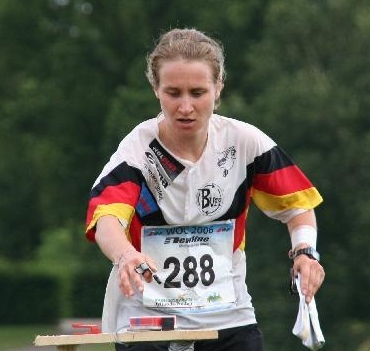
Karin Schmalfeld am 1. August 2006 in der Sprint-Qualifikation bei den Weltmeisterschaften in Dänemark.

Karin Schmalfeld (* 19. Februar 1976) ist eine deutsche Orientierungsläuferin. Sie gewann bei den World Games 2005 die Silbermedaille im Einzel.
Schmalfeld startet für den Verein BSV Halle-Ammendorf. Bei den Junioren-Weltmeisterschaften 1995 im dänischen Horsens gewann Schmalfeld die Silbermedaille auf der Mitteldistanz. Im Jahr darauf wurde sie auf der Langdistanz Dritte. Ihren ersten Einsatz bei Weltmeisterschaften der Elite hatte sie ebenfalls bereits 1995 bei den Weltmeisterschaften in und um Detmold. Auf der Mitteldistanz erreichte sie Platz 29, mit der deutschen Staffel Platz 5. In den kommenden Jahren entwickelte sich Schmalfeld zur führenden Orientierungsläuferin in Deutschland. Nahezu in jeder Saison gewann sie mindestens einen deutschen Meistertitel. International stieß sie immer wieder unter die besten zehn vor, so kam sie bei den Europameisterschaften 2006 in allen drei Einzeldisziplinen in die Top Ten, 2004 wurde sie im Gesamtweltcup Siebte. Der wohl größte Erfolg gelang ihr 2005 bei den World Games in Deutschland, als sie im Einzelwettbewerb hinter der Schweizer Spitzenläuferin Simone Niggli-Luder die Silbermedaille gewann.

## Platzierungen
| | WM  | WM    | WM  | WM  |  | EM  | EM    | EM  | EM  |  | World Games | World Games | World Games |  | Offene Nord. Meisterschaften | Offene Nord. Meisterschaften | Offene Nord. Meisterschaften | Offene Nord. Meisterschaften |  | Deutsche Meisterschaften | Deutsche Meisterschaften | Deutsche Meisterschaften | Deutsche Meisterschaften | Deutsche Meisterschaften | Deutsche Meisterschaften |  | PWT |  | GWC |
| Jahr | Sp  | KD MD | LD  | St  |  | Sp  | KD MD | LD  | St  |  | Sp          | KD MD       | St          |  | Sp                           | KD MD                        | LD                           | St                           |  | Sp                       | KD MD                    | LD                       | UL                       | St                       | Ms                       |  | PWT |  | GWC |
| --- | --- | ----- | --- | --- |  | --- | ----- | --- | --- |  | ----------- | ----------- | ----------- |  | ---------------------------- | ---------------------------- | ---------------------------- | ---------------------------- |  | ------------------------ | ------------------------ | ------------------------ | ------------------------ | ------------------------ | ------------------------ |  | --- |  | --- |
| 1995 |     | 29.   |     | 5.  |  |     |       |     |     |  |             |             |             |  |                              |                              |                              |                              |  |                          |                          |                          |                          |                          |                          |  |     |  |     |
| 1996 |     |       |     |     |  |     |       |     |     |  |             |             |             |  |                              |                              |                              |                              |  |                          |                          | 2.                       |                          |                          |                          |  |     |  | 53. |
| 1997 |     | 55.   | 34. | 11. |  |     |       |     |     |  |             |             |             |  |                              |                              |                              |                              |  |                          | 3.                       | 1.                       |                          |                          |                          |  |     |  |     |
| 1998 |     |       |     |     |  |     |       |     |     |  |             |             |             |  |                              |                              |                              |                              |  |                          | 1.                       | 1.                       |                          |                          |                          |  | 13. |  |     |
| 1999 |     | 23.   | 29. | 8.  |  |     |       |     |     |  |             |             |             |  |                              |                              |                              |                              |  |                          | 1.                       | 1.                       |                          |                          |                          |  |     |  |     |
| 2000 |     |       |     |     |  |     |       |     |     |  |             |             |             |  |                              |                              |                              |                              |  |                          | 2.                       | 1.                       |                          |                          |                          |  |     |  |     |
| 2001 | 17. | 9.    | 13. | 6.  |  |     |       |     |     |  |             |             |             |  |                              | 16.                          | 34.                          |                              |  |                          | 1.                       | 1.                       |                          |                          |                          |  |     |  |     |
| 2002 |     |       |     |     |  | 37. | 10.   | 19. | 7.  |  |             |             |             |  |                              |                              |                              |                              |  |                          | 2.                       | 2.                       |                          |                          |                          |  |     |  | 13. |
| 2003 |     | 29.   | 9.  | 10. |  |     |       |     |     |  |             |             |             |  | 36.                          | 31.                          | 33.                          |                              |  |                          | 1.                       | 1.                       |                          |                          |                          |  |     |  |     |
| 2004 |     | 11.   | 17. | 10. |  | 24. | 10.   | 8.  |     |  |             |             |             |  |                              |                              |                              |                              |  |                          | 1.                       | ?                        |                          |                          |                          |  |     |  | 7.  |
| 2005 |     |       |     |     |  |     |       |     |     |  |             | 2.          | 6.          |  |                              |                              |                              |                              |  |                          | 1.                       | 1.                       |                          |                          |                          |  |     |  |     |
| 2006 | 14. | 12.   | 13. | 12. |  | 7.  | 9.    | 9.  | 14. |  |             |             |             |  |                              |                              |                              |                              |  |                          | 1.                       | 1.                       | 1.                       |                          |                          |  |     |  | 13. |
| 2007 |     |       |     |     |  |     |       |     |     |  |             |             |             |  |                              |                              |                              |                              |  |                          | 1.                       | 1.                       |                          | 1.                       | 1.                       |  |     |  |     |
| 2008 |     |       |     |     |  |     |       |     |     |  |             |             |             |  |                              |                              |                              |                              |  | 1.                       | 1.                       | 1.                       |                          |                          |                          |  |     |  |     |
| 2009 |     | 12.   | 29. | 13. |  |     |       |     |     |  |             |             |             |  |                              |                              |                              |                              |  |                          | 1.                       | 1.                       |                          |                          |                          |  |     |  | 38. |
| 2010 |     |       |     |     |  |     |       |     |     |  |             |             |             |  |                              |                              |                              |                              |  | 1.                       | 1.                       | 1.                       |                          |                          |                          |  |     |  |     |
| 2011 |     |       |     |     |  |     |       |     |     |  |             |             |             |  |                              |                              |                              |                              |  | (1.)                     |                          | 3.                       |                          | 6.                       |                          |  |     |  |     |
| Erklärung: PWT = Park World Tour, GWC = Gesamt-Weltcup / Sp = Sprint , KD = Kurzdistanz, MD = Mitteldistanz, LD = Langdistanz, Kl = Klassische Distanz, UL = Ultralangdistanz, St = Staffel, Ms = Mannschaft |     |       |     |     |  |     |       |     |     |  |             |             |             |  |                              |                              |                              |                              |  |                          |                          |                          |                          |                          |                          |  |     |  |     |